# Pipraich
Pipraich là một thị xã và là một nagar panchayat của quận Gorakhpur thuộc bang Uttar Pradesh, Ấn Độ.

## Địa lý
Pipraich có vị trí 26°50′B 83°32′Đ / 26,83°B 83,53°Đ Nó có độ cao trung bình là 71 mét (232 feet).

## Nhân khẩu
Theo điều tra dân số năm 2001 của Ấn Độ, Pipraich có dân số 14.829 người. Phái nam chiếm 52% tổng số dân và phái nữ chiếm 48%. Pipraich có tỷ lệ 61% biết đọc biết viết, cao hơn tỷ lệ trung bình toàn quốc là 59,5%: tỷ lệ cho phái nam là 70%, và tỷ lệ cho phái nữ là 51%. Tại Pipraich, 15% dân số nhỏ hơn 6 tuổi.